# Harald Patzer
Harald Johannes Bruno Otto Patzer (* 2. Juli 1910 in Friedenau bei Berlin; † 26. März 2005 in Frankfurt am Main) war ein deutscher klassischer Philologe, der als Professor in Marburg (1948–1952) und Frankfurt am Main (1952–1978) wirkte.

## Leben
Nach dem Abitur in Potsdam (1928) studierte Patzer zunächst Romanistik, dann Klassische Philologie an der Berliner Friedrich-Wilhelms-Universität (bei Werner Jaeger) und an der Universität Freiburg. 1936 wurde er in Berlin mit einer Dissertation über das Geschichtswerk des Thukydides promoviert. Anschließend ging er als wissenschaftlicher Assistent nach Marburg, wo er im Herbst 1939 mit einer Schrift über den Ursprung des griechischen Naturbegriffs seine Habilitation erreicht. Kurz darauf wurde er zum Militärdienst im Zweiten Weltkrieg eingezogen und in Ägypten und Griechenland eingesetzt. 1944 wurde er „im Rahmen von Bestrebungen zur Zukunftssicherung der deutschen Wissenschaft“ aus der Wehrmacht verabschiedet und setzte seine Lehrtätigkeit in Marburg fort. 1948 wurde er zum außerplanmäßigen Professor ernannt.
1952 folgte er einem Ruf an die Universität Frankfurt am Main, wo er die Nachfolge Karl Reinhardts am Lehrstuhl für Gräzistik antrat. Er war Mitglied der Wissenschaftlichen Gesellschaft der Universität. Zu seinem 65. Geburtstag widmeten ihm Freunde und Schüler die Festschrift Dialogos. Für Harald Patzer zum 65. Geburtstag von seinen Freunden und Schülern (Wiesbaden 1975). 1978 wurde Patzer emeritiert. Die Regierung Griechenlands ernannte ihn 1992 zum Kommandeur des Phoinix-Ordens. Bis zu seinem Tode betreute Patzer 38 Dissertationen. Zu seinen Schülern gehören Justus Cobet, Herbert Eisenberger, Lutz Lenz und Ada Neschke-Hentschke.
Sein Sohn ist der Klassische Philologe Andreas Patzer.

## Schriften (Auswahl)
- Das Problem der Geschichtsschreibung des Thukydides und die thukydideische Frage. Berlin 1937 (Dissertation). Nachdruck Bonn 1962
- Physis. Grundlegung zu einer Geschichte des Wortes. Marburg 1945 (Habilitationsschrift). Neudruck Stuttgart 1993
- Die Anfänge der griechischen Tragödie. Wiesbaden 1962
- Die griechische Knabenliebe. Wiesbaden 1982
- Die Formgesetze des homerischen Epos. Steiner, Stuttgart 1996, ISBN 3-515-06999-2 (Vorschau).